# Cobweb (película estadounidense de 2023)
Cobweb es una película de suspenso y terror estadounidense de 2023 dirigida por Samuel Bodin en su debut como director. Su guion, escrito por Chris Thomas Devlin, fue incluido en la Lista Negra de 2018. La película está protagonizada por Lizzy Caplan, Woody Norman, Cleopatra Coleman y Antony Starr.
Cobweb tuvo un estreno en cines limitado en los Estados Unidos de parte de Lionsgate el 21 de julio de 2023.

## Reparto
- Woody Norman como Peter[5]
- Lizzy Caplan como Carol[6]
- Antony Starr como Mark[5]
- Cleopatra Coleman como Sra. Devine[7]
- Luke Busey como Brian
- Aleksandra Dragova como Sarah
- Debra Wilson como la voz de "monstruo Sarah"

## Producción
En mayo de 2020, se informó que Samuel Bodin dirigiría la película para Lionsgate, y que Seth Rogen, Evan Goldberg, James Weaver, Roy Lee y Jon Berg la producirían.
En septiembre de 2020, se anunció que Lizzy Caplan, Antony Starr, Cleopatra Coleman y Woody Norman protagonizarían la película, y la fotografía principal comenzará en Bulgaria. El rodaje tuvo lugar en Nu Boyana Film Studios en noviembre de 2020.

## Estreno
Cobweb tuvo un estreno limitado en cines de parte de Lionsgate en los Estados Unidos el 21 de julio de 2023.